# Résolution 421 du Conseil de sécurité des Nations unies
Membres permanents
- Chine
- États-Unis
- France
- Royaume-Uni
- URSS

Membres non permanents
- Allemagne de l'Ouest
- Bénin
- Canada
- Inde
- Libye
- Mauritanie
- Pakistan
- Panama
- Roumanie
- Venezuela

Résolution no 420 Résolution no 422
La résolution 421 du Conseil de sécurité des Nations unies, adoptée à l'unanimité le 9 décembre 1977, après avoir rappelé la résolution 418, a décidé de créer un comité chargé de superviser la mise en œuvre de cette dernière résolution. Elle a chargé le comité de faire rapport sur ses observations et recommandations concernant les moyens par lesquels l’embargo sur les armes pourrait être rendu plus efficace contre l'Afrique du Sud et de demander aux États membres comment ils mettent en œuvre la résolution 418.
La résolution 421 demandait ensuite à tous les États membres de coopérer pleinement avec le comité sur les points susmentionnés et au secrétaire général de prendre les dispositions appropriées pour permettre au comité de fonctionner.

## Voir également
- Liste des résolutions du Conseil de sécurité des Nations unies adoptées en 1977
- Afrique du Sud sous l'aparthied